# داکتیل (قمر)
داکتیل (انگلیسی: Dactyl) یا (243) Ida I Dactyl) یک قمر کوچک سیارکی با قطر ۱٫۶ کیلومتر است که به دور سیارک ۲۴۳ آیدا می‌چرخد و در ۲۸ اوت ۱۹۹۳ توسط فضاپیمای گالیله تصویربرداری شد. داکتیل در ۱۷ فوریه ۱۹۹۴ در حین بررسی بارگیری‌های با تأخیر تصویرهای گالیله کشف شد. داکتیل به‌طور موقت S/1993 (243) 1 نامگذاری شد. این نام برگرفته از موجودات افسانه‌ای به نام داکتیل است که بر پایه اساطیر یونانی در کوه آیدا زندگی می‌کردند.

## مدار

نمودار مدارهای بالقوه داکتیل به دور آیدا

مدار داکتیل به دور آیدا دقیقاً مشخص نیست. زمانی که بیشتر تصاویر گرفته می‌شد، گالیله در صفحهٔ مداری داکتیل قرار داشت که از آن موقعیت تعیین مدار دقیق آن را دشوار می‌کند. داکتیل در جهت موافق پیشروی به دور داکتیل می‌چرخد و حدود ۸ درجه به سمت استوای آیدا متمایل است. بر اساس شبیه‌سازی‌های کامپیوتری، مرکز داکتیل باید بیش از ۶۵ کیلومتر (۴۰ مایل) از آیدا فاصله داشته باشد تا بتواند در مداری پایدار بماند. دامنه مدارهای تولید شده توسط شبیه‌سازی‌ها به دلیل لزوم عبور مدارها از نقاطی که گالیله مشاهده کرد داکتیل در ساعت 16:52:05 UT در ۲۸ اوت ۱۹۹۳، در حدود ۹۰ کیلومتری (۵۶ مایلی) از آیدا در طول جغرافیایی ۸۵ درجه قرار داشته‌است.تلسکوپ فضایی هابل به مدت هشت ساعت آیدا را رصد کرد و نتوانست داکتیل را تشخیص دهد. در صورتی که اگر بیش از ۷۰۰ کیلومتر (۴۳۰ مایل) با آیدا فاصله داشت، می‌توانست آن را مشاهده کند.
اگر در یک مدار دایره‌ای، در فاصله‌ای که در آن دیده می‌شد باشد، تناوب مداری داکتیل حدود ۲۰ ساعت خواهد بود. در این صورت سرعت مداری آن تقریباً ۱۰ متر بر ثانیه (۳۳ فوت بر ثانیه) است، «در حدود سرعت یک دویدن سریع٬ یا توپ بیسبالی که به آرامی پرتاب می‌شود».